# Lavtarski Vrh
Lavtarski Vrh je majhno naselje v Mestni občini Kranj, ki leži med Križno Goro in Planico oz. tik pod vrhom Planica (824 m). Pod naseljem se odpira lep razgled na Kranj. Lavtarski Vrh je od Škofje Loke oddaljen približno 10 km, vendar ima direktno asfaltirano povezavo le s Kranjem.

## NOB
Konec leta 1943 je Lavtarski Vrh postal najbolj izpostavljeno oporišče za obrambo osvobojenega ozemlja na Gorenjskem in izhodišče za enote 9. korpusa pri rušenju železniške proge med Medvodami in Kranjem, pri prehajanju Save, v zvezi z mobilizacijo ter oskrbovanjem s hrano na Sorškem polju. Prvi bataljon Prešernove brigade je ob podpori minercev in inženircev  16.5.1944 odbil napad nemških in domobranskih enot  in jim prizadel znatne izgube, sam pa imel 12 mrtvih in 9 pogrešanih. Da bi preprečil nastanitev sovražnikove posadke, je minerski vod 15.3.1945 na Lavtarskem Vrhu porušil cerkev in župnišče.

## Galerija
- Spomenik NOB, Lavtarski vrh.
- Spomenik NOB, Lavtarski vrh.